# Андский бакенбардовый сычик
Андский бакенбардовый сычик (лат. Xenoglaux loweryi) — вид птиц семейства совиные. Эндемик Перу .Образуют монотипический род Xenoglaux.
Обитает во влажных тропических и горных лесах на высоте 1000—2200 метров над уровнем моря.
У взрослых особей неотчётливо виден лицевой диск. Лицевой диск бурого тёмно-коричневого цвета. Есть бакенбарды. Брови белого цвета. Маховые перья чёрные в белую точку. Хвост такого же цвета как и лицевой диск. Брюшко белого цвета, но с чёрными пестринами. Радужина светло-коричневая.
Рацион составляют насекомые.
По данным МСОП Xenoglaux loweryi относится к уязвимым видам.